# Aracatiaçu
Aracatiaçu é um distrito do município brasileiro de Sobral, no interior do estado do Ceará. Segundo o censo demográfico de 2022, realizado pelo Instituto Brasileiro de Geografia e Estatística (IBGE), sua população era de 4 787 habitantes e havia 1 645 domicílios particulares permanentes ocupados.
De acordo com o IBGE, em 2010 a população era de 4 940 habitantes e havia 1 635 domicílios particulares.

## História e descrição
Foi criado com o nome de Santo Antônio pelo ato provincial de 18 de março de 1843, sendo posteriormente renomeado para Santo Antônio do Aracatiassu. Voltou a se chamar Santo Antônio pelo decreto estadual nº 448 de 20 de dezembro de 1938, porém foi renomeado para Aracatiaçu pelo decreto-lei estadual nº 1.114 de 30 de dezembro de 1943. Chegou a ser emancipado de Sobral pela lei estadual nº 6.754 de 13 de novembro de 1963, englobando o distrito de Caracará, mas a emancipação foi revertida pela lei estadual nº 8.339 de 14 de dezembro de 1965.
Está localizado a 65 km a leste de Sobral e 200 km de Fortaleza e luta pela sua emancipação para se tornar mais um município cearense. São algumas de suas principais atrações turísticas o Açude Santo Antônio, os bois folclóricos, entre os quais o Boi Coração de Aracatiaçu, e as apresentações de Reisado.